# Route nationale 51 (Luxembourg)
Pour les articles homonymes, voir N51 et Route nationale 51.
La route nationale 51 est une route nationale luxembourgeoise.